# Argentina nos Jogos Paralímpicos de Inverno de 2010
A Argentina participou dos Jogos Paraolímpicos de Inverno de 2010, realizados em Vancouver, no Canadá. Foi a primeira aparição do país em Paraolimpíadas de Inverno. Dois atletas representaram o país, ambos no esqui alpino.

## Esqui alpino
Masculino
| Atleta             | Evento                            | Tempo Real | Pos. |
| ------------------ | --------------------------------- | ---------- | ---- |
| Juan Ignacio Maggi | Slalom gigante (atletas sentados) | DNF        | DNF  |
| Leonardo Martinez  | Slalom gigante (atletas sentados) | 3:42.61    | 25º  |

Legenda
| Recorde mundial      | Recorde mundial (World record)               |                       | Recorde africano                      | Recorde africano (African) |                                           | Q | Classificado por posição (Qualified) |
| Recorde olímpico     | Recorde olímpico (Olympic record)            | Recorde da América    | Recorde da América (Americas)         | q                          | Classificado por melhor tempo (Qualified) |   |                                      |
| Melhor marca do ano  | Melhor marca do ano (World leading)          | Recorde asiático      | Recorde asiático (Asian)              | DNS                        | Não largou (Did not start)                |   |                                      |
| Recorde nacional     | Recorde nacional (National record)           | Recorde europeu       | Recorde europeu (European)            | DNF                        | Não terminou (Did not finish)             |   |                                      |
| Recorde pessoal      | Recorde pessoal do atleta (Personal best)    | Recorde da Oceania    | Recorde da Oceania (Oceania)          | DSQ / DQ                   | Desclassificado (Disqualified)            |   |                                      |
| Recorde da temporada | Recorde da temporada do atleta (Season best) | Recorde sul-americano | Recorde sul-americano (South America) | NM                         | Sem marca (No mark)                       |   |                                      |